# Mady Camara
Mohamed Mady Camara, (Matam, 1997. február 28. –) guineai válogatott labdarúgó, a PAÓK középpályása.

## Pályafutása

### Klubcsapatokban
Camara a guineai Matam városában született. 2016-ban leigazolta őt a francia másodosztályú Ajaccio csapata. 2018 nyarán a görög Olimbiakósz csapatához szerződött, amellyel háromszoros görög bajnok és egyszeres kupagyőztes. A 2022-2023-as szezonban kölcsönben az AS Roma csapatában szerepelt.
2024. május 29-én az UEFA Európa Konferencia Liga döntőjében olasz Fiorentina ellen 1–0-ra nyert csapatával, így első görög csapatként nyertek európai kupát. 2024. június 20-án hároméves szerzősét írt alá a görög PAÓK csapatával.

### Válogatott
Camara 2018. szeptember 9-én mutatkozott be a guineai labdarúgó-válogatottban egy Közép-afrikai Köztársaság elleni mérkőzésen. Tagja volt a 2019-es afrikai nemzetek kupáján szerepelt csapatnak.

## Sikerei, díjai
- Olimbiakósz
  - Görög bajnok: 2019–2020, 2020–2021, 2021–2022
  - Görög kupa: 2019–2020
  - UEFA Konferencia Liga: 2023–24